# Lecudina polydorae
Lecudina polydorae is een soort in de taxonomische indeling van de Myzozoa, een stam van microscopische parasitaire dieren. Het organisme komt uit het geslacht Lecudina en behoort tot de familie Lecudinidae. Lecudina polydorae werd in 1893 ontdekt door Léger.